# Weiche (Verkehrstechnik)
Weichen sind in der Verkehrstechnik Konstruktionen, die bei Verkehrsträgern mit Spurführung den Transportmitteln oder transportierten Materialien den Übergang von einem Gleis auf ein anderes ohne Fahrtunterbrechung ermöglichen.

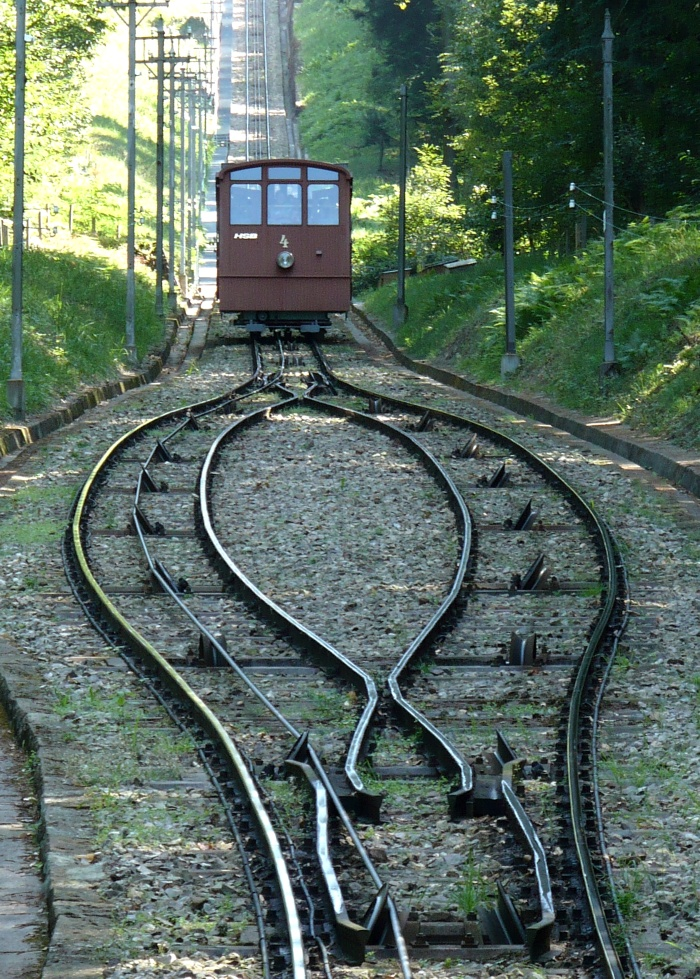
Die beiden Wagen einer eingleisigen Standseilbahn haben Spurkränze auf den Rädern der Außenschiene, ein Wagen rechts, der andere Wagen links. Somit wird jeder Wagen mithilfe dieser passiven Abtschen Weiche an „seiner“ Außenschiene geleitet und fährt auf der Ausweichstelle eine andere Strecke, die beiden Wagen fahren aneinander vorbei.

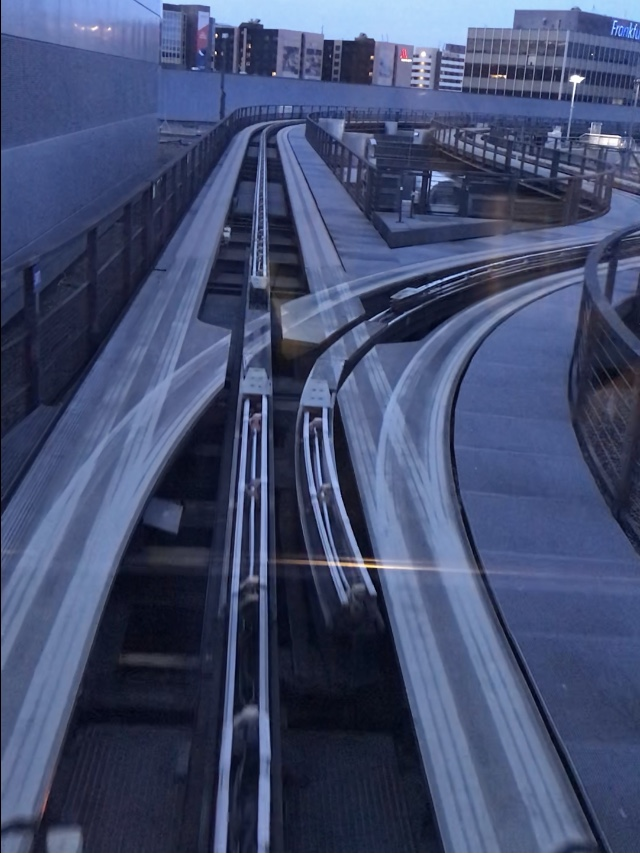
Beim Peoplemover am Frankfurter Flughafen werden die beiden Führungsschienenstränge durch Schwenken gegeneinander ausgetauscht.

Es werden zwei Arten von Weichen unterschieden:
- „Aktive Weichen“, bei denen der Spurwechsel durch die Weiche bewerkstelligt wird,
  - Biegeweichen verbiegen den Fahrbalken bzw. Führungsstrang oder die Führungsschiene
  - Wechselweichen tauschen zwei oder mehrere starre Fahrbalken bzw. Führungsstränge oder Führungsschienen gegeneinander aus (durch Verschieben, Schwenken, Versenken oder Rotieren)
- „Passive Weichen“, bei denen es keine beweglichen Teile an der Spur gibt und der Spurwechsel durch die Fahrzeuge eingeleitet wird (Beispiel Abtsche Weiche).

Weichen finden hauptsächlich Verwendung:
- als Eisenbahnweichen,
- als Straßenbahnweichen
- als Luftweichen bei Oberleitungsbussen und Straßenbahnbetrieben mit Stangenstromabnehmern,
- bei Standseilbahnen als Abtsche Weiche oder als ebenfalls passive Weiche beim Pinched Loop System (bei der das Standseilbahnfahrzeug an unterschiedliche Zugseile angekuppelt wird)[1]

- bei Einschienenbahnen, Achterbahnen, Hängebahnen als innerbetriebliche Fördermittel und Stationsschienen von Seilbahnen als Wechselweiche, bei der durch horizontales Verschieben (dabei auch „Schiebeweiche“ genannt) oder Rotieren um eine vertikale Achse (dann auch „Drehkreuzweiche“ genannt[2]) einer liegenden oder hängenden Plattform ein starrer gerader Fahrstrang gegen einen starren gekrümmten Fahrstrang ausgetauscht wird.
- bei Spurbussen werden die starren seitlichen Führungsplanken typischerweise versenkt[3]
- als Fahrradweiche zur Trennung des Radverkehrs in verschiedene Fahrtrichtungen.
- in der Materialfördertechnik als
  - Drehweichen bei Rollenförderern und bei Rohrpostsystemen
  - Wechselweichen bei Walzlinien in der Stahlerzeugung.

Drehscheiben und Schiebebühnen sind im Gegensatz dazu Konstruktionen, die den Übergang von einem Gleis auf ein anderes nur mit Fahrtunterbrechung ermöglichen.
Strittig ist, ob Spuränderungen bei fahrerlosen Transportfahrzeugen durch Änderung der stromdurchflossenen Induktionsschleifen als Weiche gelten.